# Cordillera Frontal
Cordillera Frontal je řada horských pásem v provinciích San Juan a Mendoza, ve středo-západní části Argentiny. Jsou součástí And. Nachází se východně od hlavního a nejvyššího hřebene And Cordillera Principal. Cordillera Frontal je od horského pásma Cordillera Principal oddělena kotlinami řek Río de los Patos a Tunuyán.
Cordillera Frontal dosahuje výšek 5 000 až 6 000 metrů a jednotlivá menší horská pásma jsou od sebe oddělená podélnými údolími. K pásmům Cordillera Frontal náleží například: Cordillera del Tigre, Cordón del Plata, Cordón del Portillo, Cordón de Santa Clara a další.

## Geologie
Geologický základ horského pásma Cordillera Frontal tvoří prvohorní sedimentární, metamorfované a magmatické horniny prostoupené granitoidy ze svrchní části prvohor. Svrchní vrstvu horského pásma pak tvoří sedimentární a vulkanické horniny z období triasu, permu, třetihor a čtvrtohor. Tyto horniny jsou opět prostoupeny granitoidy z období druhohor až čtvrtohor.